# Baskíriai
A baskíriai a késő karbon földtörténeti kor négy korszaka közül az első, amely 323,2 ± 0,4 millió évvel ezelőtt (mya) kezdődött a kora karbon kor szerpuhovi korszaka után, és 315,2 ± 0,2 mya zárult a moszkvai korszak előtt.